# Еріх Дістель
Еріх Дістель (нім. Erich Diestel; 8 листопада 1892, Дойч-Ейлау — 3 серпня 1973, Бад-Вісзее) — німецький воєначальник, генерал-лейтенант вермахту. Кавалер Лицарського хреста Залізного хреста.

## Біографія
9 квітня 1912 року вступив в Прусську армію. Учасник Першої світової війни. Після демобілізації армії залишений в рейхсвері. З 12 жовтня 1937 року — командир 1-го батальйону 68-го піхотного полку, з 15 січня 1940 року — 188-го піхотного полку, з 11 квітня по 1 вересня 1942 року — 101-ї легкої піхотної (з 6 липня 1942 року — єгерської) дивізії, 5-12 вересня 1942 року — 75-ї піхотної дивізії. 13 вересня 1942 року був призначений командиром 370-ї піхотної дивізії, проте наступного дня призначення було скасоване. З 1 жовтня 1942 по 12 жовтня 1944 року — командир 346-ї піхотної дивізії, з 18 листопада 1944 року — 331-го дивізійного штабу особливого призначення, з 23 березня 1945 року — корпусу «Дістель». З 10 квітня 1945 року виконував обов'язки командира армійської групи «Клеффель». 8 травня 1945 року взятий в полон. В 1947 році звільнений.

## Звання
- Фенріх (9 квітня 1912)
- Лейтенант (18 серпня 1913)
- Оберлейтенант (1 травня 1922)
- Гауптман (1 травня 1927)
- Майор (1 жовтня 1934)
- Оберстлейтенант (1 квітня 1937)
- Оберст (1 червня 1940)
- Генерал-майор (1 серпня 1942)
- Генерал-лейтенант (1 серпня 1943)

## Нагороди
- Залізний хрест
  - 2-го класу (7 жовтня 1914)
  - 1-го класу (19 лютого 1917)
- Хрест «За військові заслуги» (Ліппе) (2 травня 1915)
- Нагрудний знак «За поранення» в чорному (12 вересня 1918)
- Почесний хрест ветерана війни з мечами
- Медаль «За вислугу років у Вермахті» 4-го, 3-го, 2-го і 1-го класу (25 років)
- Застібка до Залізного хреста
  - 2-го класу (жовтень 1939)
  - 1-го класу (31 травня 1940)
- Німецький хрест в золоті (2 січня 1942)
- Медаль «За зимову кампанію на Сході 1941/42» (11 липня 1942)
- Відзначений у Вермахтберіхт (10 вересня 1944)
- Лицарський хрест Залізного хреста (8 жовтня 1944)